# 巴伐利亞的伊莉莎白 (1383-1442)
巴伐利亞的伊莉莎白（德語：Elisabeth von Bayern，1383年—1442年11月13日），布蘭登堡選侯夫人，巴伐利亞公爵腓特烈與瑪達列娜·維斯孔蒂的女兒。

## 家庭
1401年，伊莉莎白與紐倫堡伯爵腓特烈四世（1415年成為布蘭登堡選侯腓特烈一世）結婚，兩人共有4子5女：
1. 伊莉莎白（1403年—1449年）
2. 塞西莉埃（英语：Cecilia of Brandenburg）（1405年—1449年）
3. 約翰（1406年—1464年）
4. 瑪格麗特（英语：Margaret of Brandenburg (1410–1465)）（1410年—1465年）
5. 瑪格達列娜（英语：Magdalene of Brandenburg (1412–1454)）（1412年—1454年）
6. 腓特烈（1413年—1471年）
7. 阿爾布雷希特（1414年—1486年）
8. 多蘿西亞（英语：Dorothea of Brandenburg, Duchess of Mecklenburg）（1420年—1491年）
9. 腓特烈（英语：Frederick of Altmark）（1424年—1463年）